# گل‌آفتاب‌گردان (فیلم ۲۰۰۶)
«گل‌آفتاب‌گردان» (انگلیسی: Sunflower (2006 film)) یک فیلم است که در سال ۲۰۰۶ منتشر شد. از بازیگران آن می‌توان به کیم هائه سوک اشاره کرد.